# Rosemarie Scherberger

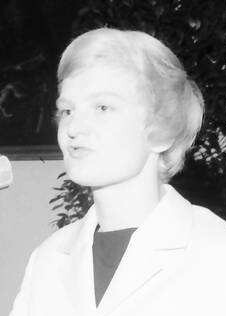
Romi Scherberger-Weiß (1964)

Rosemarie „Romy“ Scherberger, geborene Rosemarie Weiß, (* 19. Juli 1935 in Freiburg im Breisgau; † 20. Juli 2016 ebenda) war eine deutsche Fechterin aus der Bundesrepublik Deutschland, die deutsche Meisterin wurde und zweimal mit der gesamtdeutschen Mannschaft an Olympischen Spielen teilnahm.

## Leben
Scherberger startete bis 1962 unter ihrem Geburtsnamen Rosemarie Weiß. Ihre erste internationale Medaille gewann sie bei den Fechtweltmeisterschaften 1959 in Budapest. Zusammen mit Helmi Höhle, Helga Mees und Heidi Schmid erhielt sie hinter den Ungarinnen und der sowjetischen Equipe die Bronzemedaille. Bei den Olympischen Spielen 1960 in Rom belegte die deutsche Mannschaft den vierten Rang. Bei den Deutschen Meisterschaften 1962 gewann die Florettfechterin ihren einzigen deutschen Meistertitel, bei den Meisterschaften der Jahre 1961 und 1964 wurde sie Dritte.
Bei den Olympischen Spielen 1964 in Tokyo erreichte Rosemarie Scherberger im Einzelwettbewerb die zweite Runde und schied dort im Stechen aus. Die deutsche Mannschaft mit Helga Mees, Heidi Schmid, Gudrun Theuerkauff und Scherberger unterlag im Halbfinale gegen die Ungarinnen, gewann aber das Gefecht um die Bronzemedaille gegen die Italienerinnen.
Am 11. Dezember 1964 wurde sie vom Bundespräsidenten mit dem Silbernen Lorbeerblatt ausgezeichnet.